# Musée de la ville de Belgrade
Le musée de la ville de Belgrade (en serbe cyrillique : Музеј града Београда ; en serbe latin : Muzej grada Beograda) est un musée fondé le 15 octobre 1903. Il possède aujourd'hui environ 132 000 objets.
Aujourd'hui, le musée se compose de trois principaux départements chargés de recueillir et de protéger les biens culturels meubles : archéologie, histoire, histoire de la culture et des arts ; à ces départements s'ajoutent un centre de conservation et un centre de documentation.

## Collections permanentes
Les collections permanentes du musée sont réparties sur plusieurs sites :
- le konak de la princesse Ljubica[2],
- le musée Paja Jovanović[3],
- le musée Ivo Andrić[4],
- le musée Jovan Cvijić[5],
- le musée Toma Rosandić[6],
- le musée du camp de concentration de Banjica[7],
- le musée de Zemun,
- le musée de Mladenovac,
- le site archéologique de Vinča-Belo brdo[8],
- la collection d'icônes Pava et Milan Sekulić.

Le musée dispose d'un certain nombre de sites qui ont été mis sous son contrôle par l'Assemblée nationale de Serbie. En décembre 2006, l'assemblée a ainsi confié au musée le bâtiment de la Nouvelle académie de guerre, 40 rue Resavska et construite en 1899[réf. nécessaire].

## Legs
Le musée de la ville de Belgrade a reçu de nombreux legs qui sont entrés dans ses collections et qui, parfois, à eux-mêmes forment un musée commémoratif :

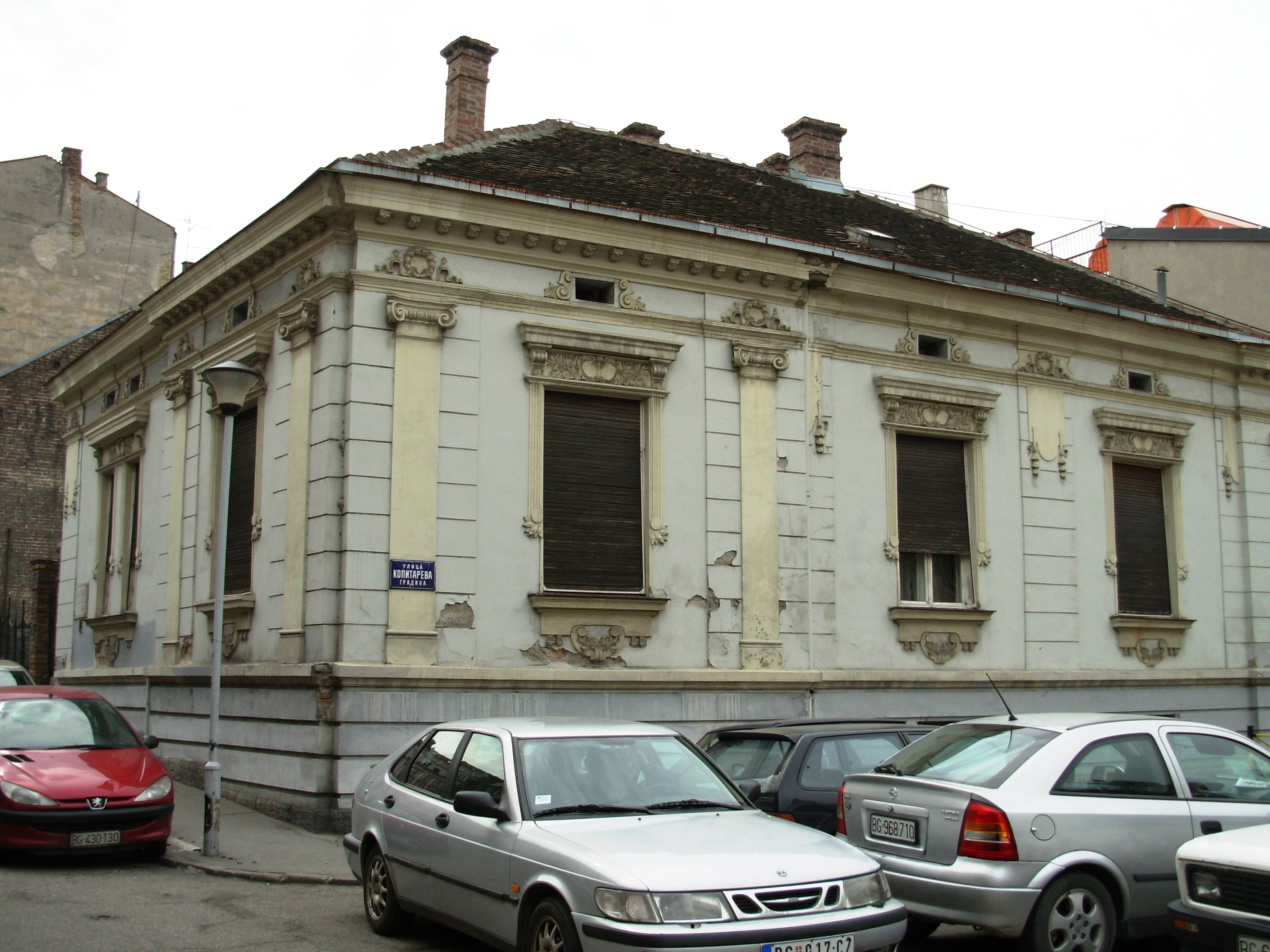
La Maison de Jovan Cvijić à Belgrade

- Legs Paja Jovanović[10]
- Legs Beta Vukanović[11]
- Legs Toma Rosandić[12]
- Legs Pava et Milan Sekulić[13]
- Legs Petar Popović[14]
- Legs Petar Konjović
- Legs Jugoeksport[15]
- Legs de Ksenija et Radenko Perić[16]
- Legs de Darinka Smodlaka[17]
- Legs de Robert Cihler Gašparović[18]
- Legs de Vladimir Marinović[19]
- Legs de Jovan Subotić[20]
- Legs Ivo Andrić[21]
- Legs de Branislav Nušić[22]
- Legs de Branimir Ćosić[23]
- Legs de Jovan Cvijić[24]
- Legs Đorđe Novaković[25]
- Legs Svetozar Dušanić[26]